# Солянка (Озинский район)
Соля́нка — село в Озинском районе Саратовской области, в составе сельского поселения Урожайное муниципальное образование.
Село расположено на правом берегу реки Солянки, примерно в 41 км по прямой в северо-восточном направлении от районного центра посёлка Озинки (49 км по автодорогам).
Население - 541 (2010)

## История
Владельческие хутора Солянские упоминается в Списке населённых мест Российской империи по сведениям за 1859 год. Хутора относились к Николаевскому уезду Самарской губернии. В хуторах проживали 31 мужчина и 24 женщины. 
Согласно Списку населённых мест Самарской губернии по сведениям за 1889 год значится как казённое село Солянка в составе Кузябаевской волости. Земельный надел составлял 7160 десятин удобной и 370 неудобной земли. В селе проживало 1414 душ обоего пола. Впоследствии село было выделено в Солянскую волость.
Согласно Списку населённых мест Самарской губернии 1910 года в селе проживало 1309 мужчин и 1125 женщин, бывшие государственные крестьяне, белороссы, православные, в селе имелись волостное правление, церковь, земская и церковно-приходская школы, почтовое отделение, земская станция, проводились 3 ярмарки.
В 2010-2014 гг. была построена церковь Иверской иконы Божией Матери.
В июле 2023 г в результата ливневых дождей, которые шли двое суток, село было затоплено, пострадали 100 домов и придомовых территорий, часть жителей была эвакуирована.

## Население
Динамика численности населения по годам:
| Годы      | 1859 | 1889 | 1897 | 1910 | 2002 |
| --------- | ---- | ---- | ---- | ---- | ---- |
| Население | 55   | 1414 | 1297 | 2434 | 706  |

| 2002 | 2010 |
| ---- | ---- |
| 704  | ↘541 |

## Известные уроженцы
- Волков Николай Львович (1905—?) — советский военачальник, полковник.